# Assedio di Chichester
L'assedio di Chichester fu uno scontro che si svolse dal 22 al 27 dicembre 1642 presso Chichester, in Inghilterra. Essa fu parte della prima guerra civile inglese, contrapponendo Realisti e Parlamentaristi.
L'assedio fu uno degli eventi chiave della guerra dal momento che Waller poté assicurarsi l'Inghilterra meridionale per le forze parlamentari. L'assedio durò cinque giorni e si concluse con la resa dei realisti. Malgrado la resa dei realisti, le truppe di Waller procedettero a saccheggiare e a dissacrare la cattedrale di Chichester.

## Antefatto
Il 16 agosto 1642, poco dopo l'inizio della guerra civile, William Cawley, membro del parlamento per la costituente di Chichester e di Midhurst varò la Valiant Resolution nella quale la città veniva dichiarata favorevole al parlamento anziché a re Carlo I.
Quella risoluzione comunque non era un documento ufficiale e diversi realisti a Chichester e nel Sussex cercarono di prendere il controllo della città per conto del re. In primo luogo, il sindaco di Chichester, Robert Exton, si attivò in difesa del sovrano organizzando una raccolta di milizia. Poco dopo il successore di Exton, William Bartholomew, ottenne altri rinforzi da Portsmouth e dal Sussex. Il governatore di Portsmouth, Sir William Lewis inviò sette cannoni e dieci barili di polvere da sparo ai realisti nel mese di novembre. Infine, William Morley e Edward Ford, Alto Sceriffo del Sussex, raccolsero un piccolo esercito col quale scacciarono Cawley ed i suoi sostenitori parlamentaristi dalla città il 15 novembre.

## L'assedio
Le forze di Waller giunsero a Chichester il 21 dicembre dove vennero raggiunte da un contingente di cavalleria parlamentarista al comando di Sir Michael Livesey. I realisti inviarono sul posto una piccola forza per confrontarsi coi parlamentaristi ma vennero respinti e dovettero tornare all'interno delle mura cittadine. Dopo aver assicurato le sue posizioni, Waller iniziò a dislocare la sua artiglieria e simultaneamente chiese alla guarnigione realista di arrendersi. La mattina seguente, dopo un rifiuto, Waller iniziò a bombardare la città.
Nei cinque giorni successivi Waller continuò il bombardamento della città, muovendo la sua artiglieria sempre più vicina alla città e prendendo controllo dell'area esterna alle mura cittadine. Quando Waller si stava preparando ad attaccare le mura da tre differenti posizioni, i realisti chiesero di riconsiderare i termini della resa. Venne raggiunto un accordo ed i realisti si arresero il 27 dicembre. Dal momento che Morley aveva scelto di arrendersi, la città non venne saccheggiata come era stato fatto altrove, ma comunque Waller permise ai suoi uomini di saccheggiare e dissacrare la cattedrale cittadina.